# Мышкув Нова-Весь
Мышкув Нова-Весь (пол. Myszków Nowa Wieś) — остановочный пункт в городе Мышкув (расположен в дзельнице Нова-Весь), в Силезском воеводстве Польши. Имеет 2 платформы и 2 пути.
Остановочный пункт на железнодорожной линии Варшава — Катовице, построен в 1969 году.